# 24 heures (course à pied)
Pour les articles homonymes, voir 24 heures.

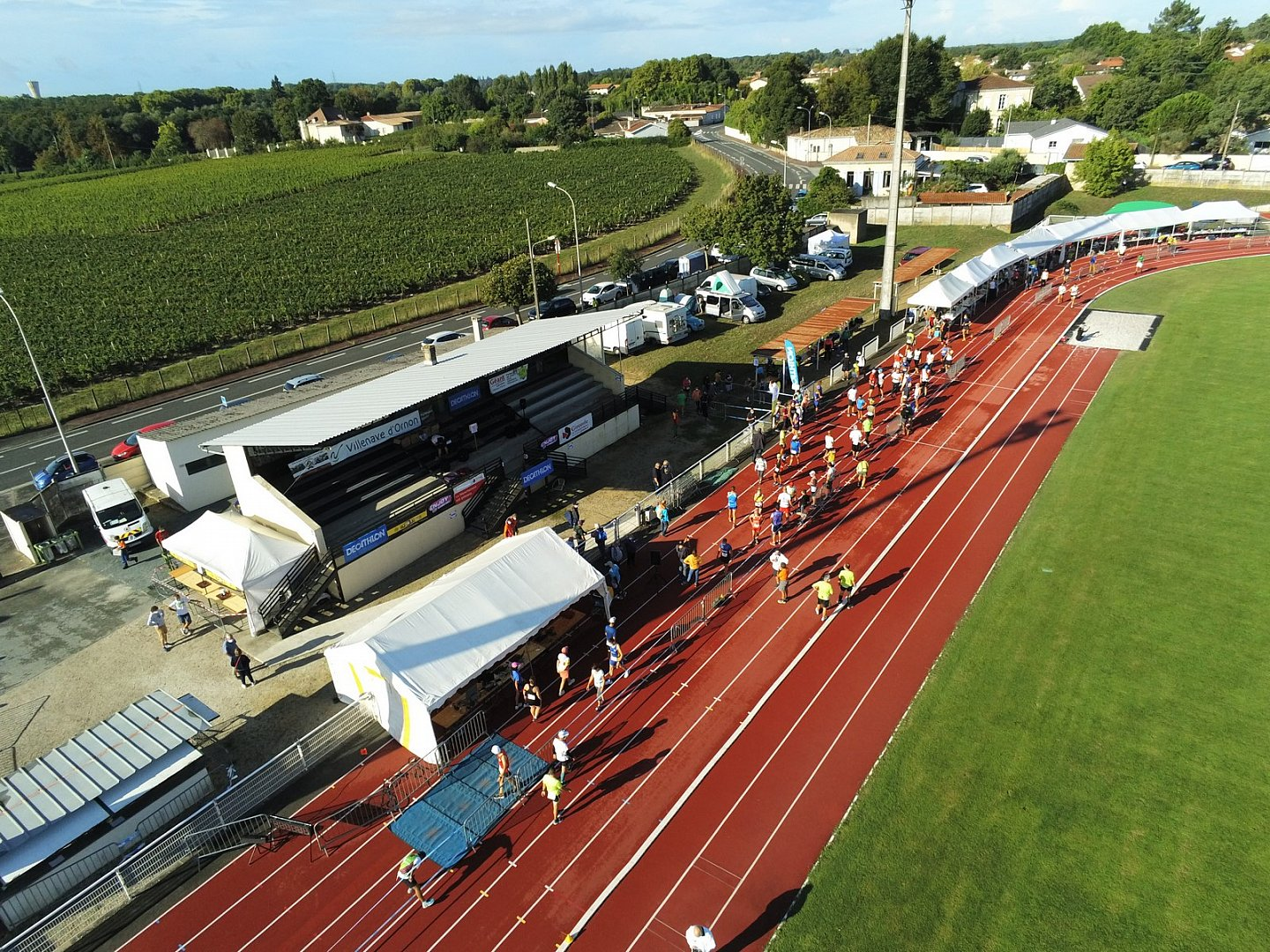
Départ des 24 heures de Villenave d'Ornon en 2020

Les 24 heures sont une épreuve de course à pied d'ultrafond qui consiste à parcourir la plus grande distance pendant vingt-quatre heures. De la même manière que le terme "marathonien" est utilisé pour désigner un coureur participant à un marathon, le coureur qui s'engage dans une course de 24 heures est couramment désigné sous le nom de "circadien".
Les courses se déroulent généralement sur une boucle de un à deux kilomètres, occasionnellement sur des pistes d'athlétisme. Chaque passage de tour est enregistré soit manuellement, soit automatiquement à l'aide d'un système de chronométrage à puce. Les épreuves de 24 heures sont souvent organisées simultanément avec d'autres formats (6, 12 ou 48 heures), parfois accompagnées de courses de relais par équipes en parallèle.
Selon les conditions météorologiques et les types de terrain, les très bons coureurs peuvent atteindre plus de 200 kilomètres, tandis que les meilleurs mondiaux peuvent aller au-delà de 250 kilomètres. Certains concurrents choisissent de disposer d'une équipe d'assistance durant l'épreuve, d'autres se contentent d'aménager un espace personnel dans la zone de ravitaillement avec tout le matériel et les fournitures dont ils ont besoin.
Durant les compétitions, les coureurs sont libres de choisir leur stratégie et rythme (course, marche, repos). Les performances peuvent varier de 60 à plus de 300 kilomètres, les coureurs de bon niveau pouvant courir durant toute la durée de l'épreuve (sans marcher, ni dormir).
Le record mondial est détenu depuis 2022 par Aleksandr Sorokin avec 319,61 km, dépassant celui détenu pendant 24 ans par Yiánnis Koúros (303,506 km en 1997).

## Courses
En 2017, on comptabilise 244 manifestations dans le monde selon les données de la Deutsche Ultramarathon-Vereinigung (DUV), dont 61 avec le label IAU.

### Championnats IAU depuis1990
Statistiques ultra des championnats IAU depuis 1990, d'après la Deutsche Ultramarathon-Vereinigung (DUV) :

#### Championnats du monde
- Albi  France - 2019, 2025
- Belfast  Royaume-Uni - 2017
- Bergame  Italie - 2009
- Brive  France - 2010
- Brno  Tchéquie - 2004
- Drummondville  Canada - 2007
- Katowice  Pologne - 2012
- Milton Keynes  Royaume-Uni - 1990
- San Giovanni Lupatoto  Italie - 2001
- Séoul  Corée du Sud - 2008
- Steenbergen  Pays-Bas - 2013
- Taipei  Taipei chinois - 2006, 2023
- Turin  Italie - 2015
- Uden  Pays-Bas - 2003
- Wörschach  Autriche - 2005

#### Championnats d'Europe
- Albi  France - 2016, 2019
- Apeldoorn  Pays-Bas - 1992, 2001
- Bâle  Suisse - 1993, 1997
- Bergame  Italie - 2009
- Brive  France - 2010
- Brno  Tchéquie - 2004
- Courçon  France - 1996
- Gravigny  France - 2002
- Katowice  Pologne - 2012
- Madrid  Espagne - 2007
- Marquette-lez-Lille  France - 1998
- S.G. Lupatoto  Italie - 1999, 2006
- Steenbergen  Pays-Bas - 2013
- Szeged  Hongrie - 1994
- Timisoara  Roumanie - 2018
- Turin  Italie - 2015
- Uden  Pays-Bas - 2000, 2003
- Vérone  Italie - 2022
- Wörschach  Autriche - 2005

### En France
En 2023, plus d'une quinzaine de courses de 24 heures sont programmées en France, dont les championnats de France aux 24 h d'Albi :
- 24 h d’Albi (Tarn) - Championnats du monde IAU[6]
- 24 h d’Eppeville (Somme)[7]
- 24 h de Capitany (Haute-Garonne)
- 24 h de l’INSA (Rhône)[8]
- 24 h de l’Isère (Tullins, Isère)[9]
- 24 h de la Voie Romaine (Lillebonne, Seine-Maritime)[10]
- 24 h de Ploeren (Morbihan)[11]
- 24 h de Roche-La-Molière (Loire)[12]
- 24 h de Royan (Charente-Maritime)[13]
- 24 h de Saint-Maixent (Deux-Sèvres)[14]
- 24 h de Villenave d'Ornon (Gironde)[15]
- 24 h d'Alizay (Eure)
- 24 h de France, dans le cadre des 6 jours de France (Ardèche)
- 24 h No Finish Line Monaco (Alpes-Maritimes)[16]
- 24 h No Finish Line Paris (Paris)[17]
- 24 h Time Run Challenge (Nantes)

## Records
|         | Femmes                    | Femmes     | Femmes                              | Hommes                     | Hommes     | Hommes                           |
| Athlète | Distance                  | Lieu       | Athlète                             | Distance                   | Lieu       |                                  |
| ------- | ------------------------- | ---------- | ----------------------------------- | -------------------------- | ---------- | -------------------------------- |
| Route   | Camille Herron États-Unis | 270,116 km | Albi, France 27 octobre 2019        | Yiannis Kouros Grèce       | 290,221 km | Bâle, Suisse 3 mai 1998          |
| Piste   | Camille Herron États-Unis | 262,192 km | Phoenix, États-Unis 9 décembre 2018 | Aleksandr Sorokin Lituanie | 319,61 km  | Vérone, Italie 19 septembre 2022 |
| Salle   | Sumie Inagaki Japon       | 240,631 km | Espoo, Finlande 30 janvier 2011     | Nikolaï Safin Russie       | 275,576 km | Podolsk, Russie 28 février 1993  |

Le record de France sur piste n'est pas pris en compte par les instances de la fédération nationale, malgré sa validation au niveau international et qui constitue à ce jour comme la meilleure marque homme sur 24 heures. Elle y est à titre informel.
|         | Femmes                   | Femmes     | Femmes                               | Hommes                        | Hommes     | Hommes                       |
| Athlète | Distance                 | Lieu       | Athlète                              | Distance                      | Lieu       |                              |
| ------- | ------------------------ | ---------- | ------------------------------------ | ----------------------------- | ---------- | ---------------------------- |
| Route   | Stéphanie Gicquel France | 253,58 km  | Vérone, Italie 19 septembre 2022     | Erik Clavery France           | 272,217 km | Albi, France 27 octobre 2019 |
| Piste   | Stéphanie Gicquel France | 249,333 km | Phoenix, États-Unis 14 décembre 2024 | Jean-Gilles Boussiquet France | 272,624 km | Lausanne, Suisse 3 mai 1981  |

Un athlète entraîné court un 24 heures à environ 50 % de sa vitesse maximale aérobie, soit environ 75 % de sa vitesse de performance aux 100 kilomètres. Une stratégie de course consiste en un départ à une allure +1 km/h plus rapide que la moyenne horaire visée, en tenant compte d'un probable ralentissement de l'allure en fin de l'épreuve.
Le coureur Yiánnis Koúros possède le record du nombre de performances supérieures à 200 km en 24 heures, avec 44 réalisations entre 1984 et 2013.

## Principales épreuves

### Championnats du monde
Statistiques des championnats du monde IAU des 24 heures d'après la Deutsche Ultramarathon-Vereinigung (DUV) :
Le premier rendez-vous International a eu lieu les 3 et 4 février, 1990 à Milton Keynes en Angleterre, mais il fut suivi d'un autre championnat International les 22 et 23 septembre 2001 à San Giovanni Lupatoto en Italie accordant un titre mondial. L'International Association of Ultrarunners (IAU) organise un championnat du monde, le 24h World Challenge, chaque année depuis 2001 (tous les deux ans depuis 2015).
| Palmarès des championnats du monde des 24 heures | Palmarès des championnats du monde des 24 heures | Palmarès des championnats du monde des 24 heures | Palmarès des championnats du monde des 24 heures | Palmarès des championnats du monde des 24 heures | Palmarès des championnats du monde des 24 heures | Palmarès des championnats du monde des 24 heures | Palmarès des championnats du monde des 24 heures | Palmarès des championnats du monde des 24 heures |
| Édition                                          | Date                                             | Lieu                                             | Hommes Individuel                                | Distances                                        | Hommes Équipe                                    | Femmes Individuel                                | Distances                                        | Femmes Équipe                                    |
| ------------------------------------------------ | ------------------------------------------------ | ------------------------------------------------ | ------------------------------------------------ | ------------------------------------------------ | ------------------------------------------------ | ------------------------------------------------ | ------------------------------------------------ | ------------------------------------------------ |
| 1re                                              | 22/23 septembre 2001                             | San Giovanni Lupatoto                            | Yiannis Kouros                                   | 275,829 km                                       |                                                  | Edith Bérces                                     | 235,030 km                                       | Russie 667,549 km                                |
| 2e                                               | 11/12 octobre 2003                               | Uden                                             | Paul Beckers                                     | 270,087 km                                       | Belgique 791,901 km                              | Irina Reutovich                                  | 237,052 km                                       | Russie 684,858 km                                |
| 3e                                               | 22/23 octobre 2004                               | Brno                                             | Ryoichi Sekiya                                   | 269,085 km                                       | France 745,725 km                                | Sumie Inagaki                                    | 237,154 km                                       | Russie 661,558 km                                |
| 4e                                               | 16/17 juillet 2005                               | Wörschach                                        | Anatoliy Kruglikov                               | 268,065 km                                       | Japon 734,498 km                                 | Lyudmila Kalinina                                | 242,8 km                                         | Russie 709,573 km                                |
| 5e                                               | 25/26 février 2006                               | Taipei                                           | Ryoichi Sekiya                                   | 272,936 km                                       | Japon 755,569 km                                 | Sumie Inagaki                                    | 237,144 km                                       | Russie 671,477 km                                |
| 6e                                               | 28/29 juillet 2007                               | Drummondville                                    | Ryoichi Sekiya                                   | 263,562 km                                       | Japon 761,842 km                                 | Lyudmila Kalinina                                | 236,848 km                                       | Russie 671,329 km                                |
| 7e                                               | 18/19 octobre 2008                               | Séoul                                            | Ryoichi Sekiya                                   | 273,366 km                                       | Japon 785,432 km                                 | Anne-Marie Vernet                                | 239,685 km                                       | France 708,755 km                                |
| 8e                                               | 2/3 mai 2009                                     | Bergame                                          | Henrik Olsson                                    | 257,042 km                                       | Japon 706,984 km                                 | Anne-Cécile Fontaine                             | 243,644 km                                       | France 674,078 km                                |
| 9e                                               | 14/15 mai 2010                                   | Brive-la-Gaillarde                               | Shingo Inoue                                     | 273,708 km                                       | Japon 778,678 km                                 | Anne-Cécile Fontaine                             | 239,797 km                                       | France 685,800 km                                |
| 10e                                              | 8/9 septembre 2012                               | Katowice                                         | Mike Morton                                      | 277,543 km                                       | Allemagne 759,457 km                             | Michaela Dimitriadu                              | 244,232 km                                       | États-Unis 694,620 km                            |
| 11e                                              | 11/12 mai 2013                                   | Steenbergen                                      | Jon Olsen                                        | 269,675 km                                       | États-Unis 780,552 km                            | Mami Kudo                                        | 252,205 km                                       | États-Unis 710,599 km                            |
| 12e                                              | 11/12 avril 2015                                 | Turin                                            | Florian Reus                                     | 263,899 km                                       | Royaume-Uni 770,777 km                           | Katalin Nagy                                     | 244,495 km                                       | États-Unis 720,046 km                            |
| 13e                                              | 1/2 juillet 2017                                 | Belfast                                          | Yoshihiko Ishikawa                               | 270,870 km                                       | Japon 786,463 km                                 | Patrycja Bereznowska                             | 259,990 km                                       | Pologne 741,885 km                               |
| 14e                                              | 26/27 octobre 2019                               | Albi                                             | Aleksandr Sorokin                                | 278,972 km                                       | États-Unis 797,994 km                            | Camille Herron                                   | 270,116 km                                       | États-Unis 746,132 km                            |
| 15e                                              | 2/3 décembre 2023                                | Taipei                                           |                                                  |                                                  |                                                  |                                                  |                                                  |                                                  |
| 16e                                              | 25/26 octobre 2025                               | Albi                                             |                                                  |                                                  |                                                  |                                                  |                                                  |                                                  |

#### Palmarès par nation

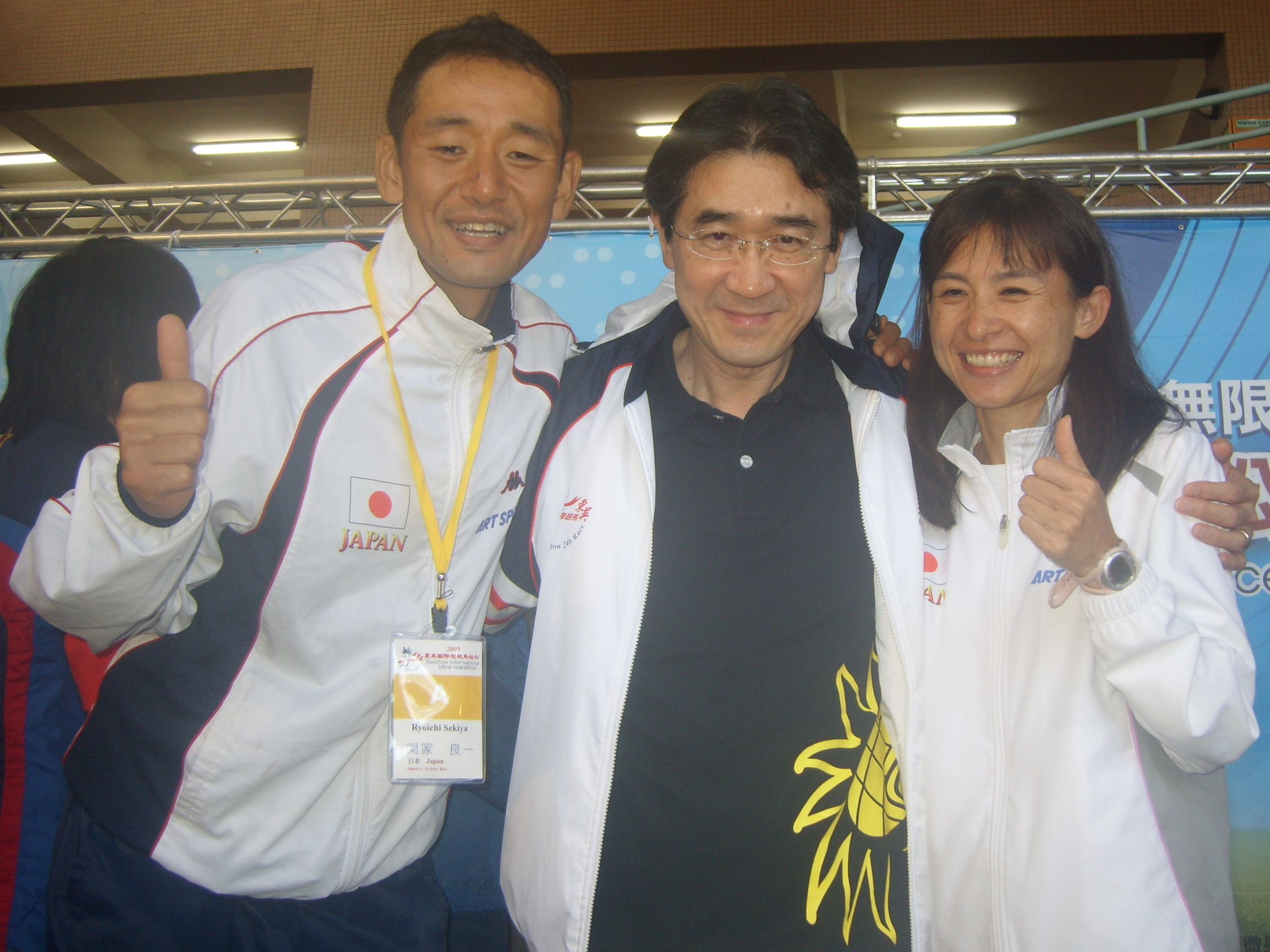
Mami Kudo JPN (à droite), record du monde

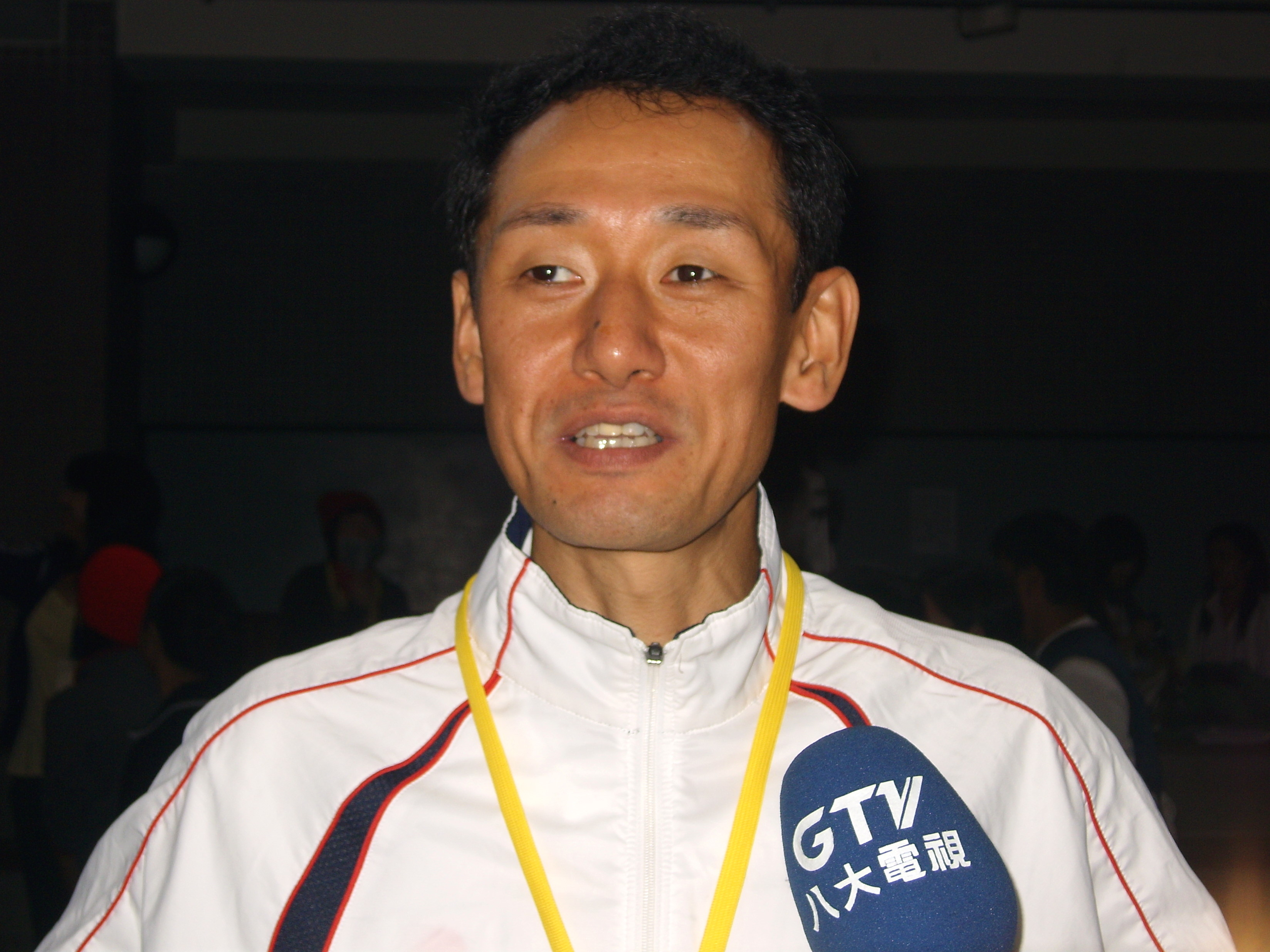
Ryoichi Sekiya Champion du monde en 2004, 2006, 2007, 2008

Comptage réalisé à partir du tableau précédent entre 2001 et 2019 :
| Rang | Pays        | Individuel | Par équipe | Total |
| ---- | ----------- | ---------- | ---------- | ----- |
| 1    | Japon       | 9          | 7          | 16    |
| 2    | Russie      | 4          | 6          | 10    |
| 3    | États-Unis  | 4          | 6          | 10    |
| 4    | France      | 3          | 4          | 7     |
| 5    | Belgique    | 1          | 1          | 2     |
| 6    | Allemagne   | 1          | 1          | 2     |
| 7    | Pologne     | 1          | 1          | 2     |
| 8    | Grèce       | 1          | 0          | 1     |
| 9    | Suède       | 1          | 0          | 1     |
| 10   | Hongrie     | 1          | 0          | 1     |
| 11   | Tchéquie    | 1          | 0          | 1     |
| 12   | Lituanie    | 1          | 0          | 1     |
| 13   | Royaume-Uni | 0          | 1          | 1     |

#### Athlètes les plus titrés
Comptage réalisé à partir du tableau des palmarès entre 2001 et 2019 :
- 4.  Ryoichi Sekiya
- 2.  Sumie Inagaki
- 2.  Lyudmila Kalinina
- 2.  Anne-Cécile Fontaine

### Championnats d'Europe
Statistiques des championnats d'Europe IAU des 24 heures d'après la Deutsche Ultramarathon-Vereinigung (DUV) :
Le premier Championnat Européen a eu lieu les 29 et 30 mai 1992 à Apeldoorn en Hollande. L'International Association of Ultrarunners (IAU) organise un championnat européen, le 24h European Championship, chaque année depuis 1992.
| Palmarès des championnats d'Europe des 24 heures | Palmarès des championnats d'Europe des 24 heures | Palmarès des championnats d'Europe des 24 heures | Palmarès des championnats d'Europe des 24 heures | Palmarès des championnats d'Europe des 24 heures | Palmarès des championnats d'Europe des 24 heures | Palmarès des championnats d'Europe des 24 heures | Palmarès des championnats d'Europe des 24 heures | Palmarès des championnats d'Europe des 24 heures |
| Édition                                          | Date                                             | Lieu                                             | Hommes Individuel                                | Distances                                        | Hommes Équipe                                    | Femmes Individuel                                | Distances                                        | Femmes Équipe                                    |
| ------------------------------------------------ | ------------------------------------------------ | ------------------------------------------------ | ------------------------------------------------ | ------------------------------------------------ | ------------------------------------------------ | ------------------------------------------------ | ------------------------------------------------ | ------------------------------------------------ |
| 1re                                              | 29/30 mai 1992                                   | Apeldoorn                                        | Helmut Schieke                                   | 250,698 km                                       | Allemagne 729,7 km                               | Sigrid Lomsky                                    | 231,008 km                                       | Russie 670,171 km                                |
| 2e                                               | 3/4 mai 1993                                     | Bâle                                             | Helmut Dreyer                                    | 259,265 km                                       | Tchéquie 659,900 km                              | Sigrid Lomsky                                    | 243,657 km                                       | Allemagne 682,284 km                             |
| 3e                                               | 20/21 mai 1994                                   | Szeged                                           | Janos Bogar                                      | 261,122 km                                       | France 712,895 km                                | Sigrid Lomsky                                    | 231,482 km                                       | Russie 625,819 km                                |
| 4e                                               | 21/22 septembre 1996                             | Courçon                                          | Ferenc Gyori                                     | 259,922 km                                       | Allemagne 712,477 km                             | Marie Mayeras-Bertrand                           | 231,049 km                                       | Russie 641,802 km                                |
| 5e                                               | 3/4 août 1997                                    | Bâle                                             | Vladimir Tivikov                                 | 249,039 km                                       | Russie 726,933 km                                | Irina Reutovich                                  | 236,284 km                                       | Russie 677,640 km                                |
| 6e                                               | 29/30 août 1998                                  | Marquette-Lez-Lille                              | Lucien Taelman                                   | 267,626 km                                       | France 746,666 km                                | Marie Mayeras-Bertrand                           | 226,457 km                                       | France 670,801 km                                |
| 7e                                               | 25/26 septembre 1999                             | San Giovanni Lupatoto                            | Yiannis Kouros                                   | 262,324 km                                       | Italie 617,647 km                                | Irina Reutovich                                  | 223,763 km                                       |                                                  |
| 8e                                               | 21/22 octobre 2000                               | Uden                                             | Lubomir Hrmo                                     | 259,273 km                                       | France 752,642 km                                | Irina Reutovich                                  | 225,418 km                                       | Russie 647,492 km                                |
| 9e                                               | 25/26 mai 2001                                   | Apeldoorn                                        | Paul Beckers                                     | 269,559 km                                       | Russie 730,208 km                                | Irina Reutovich                                  | 226,634 km                                       | Russie 639,317 km                                |
| 10e                                              | 7/8 septembre 2002                               | Gravigny                                         | Jens Lukas                                       | 267,294 km                                       | France 771,278 km                                | Edith Berces                                     | 232,284 km                                       | Russie 668,143 km                                |
| 11e                                              | 11/12 octobre 2003                               | Uden                                             | Paul Beckers                                     | 270,087 km                                       | Belgique 791,901 km                              | Irina Reutovich                                  | 237,052 km                                       | Russie 684,858 km                                |
| 12e                                              | 22/23 octobre 2004                               | Brno                                             | Lubomir Hrmo                                     | 259,064 km                                       | France 745,725 km                                | Galina Eremina                                   | 235,012 km                                       | Russie 661,558 km                                |
| 13e                                              | 16/17 juillet 2005                               | Wörschach                                        | Anatoly Kruglikov                                | 268,065 km                                       | Russie 731,229 km                                | Lyudmila Kalinina                                | 242,228 km                                       | Russie 709,573 km                                |
| 14e                                              | 23/24 septembre 2006                             | San Giovanni Lupatoto                            | Vladimir Bychkov                                 | 254,774 km                                       | Italie 669,258 km                                | Irina Koval                                      | 229,452 km                                       |                                                  |
| 15e                                              | 5/6 mai 2007                                     | Madrid                                           | Anatoly Kruglikov                                | 257,358 km                                       | Italie 691,799 km                                | Lyudmila Kalinina                                | 233,307 km                                       | Italie 603,192 km                                |
| 16e                                              | 2/3 mai 2009                                     | Bergame                                          | Henrik Olsson                                    | 257,042 km                                       | Russie 693,545 km                                | Anne-Cécile Fontaine                             | 243,644 km                                       | France 674,078 km                                |
| 17e                                              | 14/15 mai 2010                                   | Brive-la-Gaillarde                               | Ivan Cudin                                       | 263,841 km                                       | Italie 758,932 km                                | Anne-Cécile Fontaine                             | 239,797 km                                       | France 685,800 km                                |
| 18e                                              | 8/9 septembre 2012                               | Katowice                                         | Florian Reus                                     | 261,718 km                                       | Allemagne 759,457 km                             | Michaela Dimitriadu                              | 244,232 km                                       | France 666,503 km                                |
| 19e                                              | 11/12 mai 2013                                   | Steenbergen                                      | Florian Reus                                     | 259,939 km                                       | Allemagne 752,007 km                             | Anne-Marie Vernet                                | 229,393 km                                       | France 670,698 km                                |
| 20e                                              | 11/12 avril 2015                                 | Turin                                            | Florian Reus                                     | 263,899 km                                       | Royaume-Uni 770,777 km                           | Maria Jansson                                    | 238,964 km                                       | Suède 684,981 km                                 |
| 21e                                              | 22/23 octobre 2016                               | Albi                                             | Dan Lawson                                       | 261,843 km                                       | France 763,291 km                                | Maria Jansson                                    | 250,647 km                                       |                                                  |
| 22e                                              | 26/27 mai 2018                                   | Timișoara                                        | Andrzej Radzikowski                              | 265,419 km                                       | France 754,624 km                                | Patrycja Bereznowska                             | 243,355 km                                       | Pologne 720,453 km                               |
| 23e                                              | 17/18 septembre 2022                             | Vérone                                           | Aleksandr Sorokin                                | 319,614 km                                       | Pologne 825,526 km                               | Patrycja Bereznowska                             | 256,250 km                                       | Pologne 754,822 km                               |

#### Palmarès par nation
Comptage réalisé à partir du tableau précédent entre 1992 et 2018 :
| Rang | Pays        | Individuel | Par équipe | Total |
| ---- | ----------- | ---------- | ---------- | ----- |
| 1    | Russie      | 13         | 14         | 27    |
| 2    | France      | 5          | 12         | 17    |
| 3    | Allemagne   | 9          | 5          | 14    |
| 4    | Italie      | 1          | 5          | 6     |
| 5    | Belgique    | 3          | 1          | 4     |
| 6    | Suède       | 3          | 1          | 4     |
| 7    | Hongrie     | 3          | 0          | 3     |
| 8    | Pologne     | 2          | 1          | 3     |
| 9    | Slovaquie   | 2          | 0          | 2     |
| 10   | Tchéquie    | 1          | 1          | 2     |
| 11   | Royaume-Uni | 1          | 1          | 2     |
| 12   | Grèce       | 1          | 0          | 1     |

#### Athlètes les plus titrés
Comptage réalisé à partir du tableau des palmarès entre 1992 et 2018 :
- 5.  Irina Reutovich
- 3.  Sigrid Lomwsky
- 3.  Florian Reus
- 2.  Lubomir Hrmo
- 2.  Paul Beckers
- 2.  Anatoly Kruglikov
- 2.  Lyudmila Kalinina
- 2.  Marie Mayeras-Bertrand
- 2.  Anne-Cécile Fontaine
- 2.  Maria Jansson

### Championnats de France
En 2005, la Fédération Française d'Athlétisme fonctionnant en saison pour ces championnats, organisa deux championnats de France la même année avant de revenir sur leur décision et d'organiser un championnat sur l'année civile[réf. nécessaire].
| Palmarès des championnats de France des 24 heures | Palmarès des championnats de France des 24 heures | Palmarès des championnats de France des 24 heures | Palmarès des championnats de France des 24 heures | Palmarès des championnats de France des 24 heures | Palmarès des championnats de France des 24 heures | Palmarès des championnats de France des 24 heures |
| Édition                                           | Date                                              | Lieu                                              | Champion                                          | Distances                                         | Championne                                        | Distances                                         |
| ------------------------------------------------- | ------------------------------------------------- | ------------------------------------------------- | ------------------------------------------------- | ------------------------------------------------- | ------------------------------------------------- | ------------------------------------------------- |
| 1                                                 | 7/8 novembre 1992                                 | Niort                                             | Maurice Mondon                                    | 256,725 km                                        | Pascale Mahé                                      | 204,395 km                                        |
| 2                                                 | 28/29 août 1993                                   | Fleurbaix                                         | Jean-Pierre Guyomarc'h                            | 260,024 km                                        | Pascale Mahé                                      | 208,776 km                                        |
| 3                                                 | 28/29 septembre 1994                              | Courçon                                           | Marcel Foucat                                     | 250,068 km                                        | Marie Bertrand                                    | 231,510 km                                        |
| 4                                                 | 23/24 septembre 1995                              | Vannes                                            | Jean-Pierre Guyomarc'h                            | 243,351 km                                        | Marie Bertrand                                    | 224,758 km                                        |
| 5                                                 | 15/16 juin 1996                                   | Blagnac                                           | Marcel Foucat                                     | 226,929 km                                        | Pascale Mahé                                      | 193,238 km                                        |
| 6                                                 | 20/21 septembre 1997                              | Courçon                                           | Jean-Pierre Guyomarc'h                            | 246,860 km                                        | Marie Mayeras-Bertrand                            | 221,685 km                                        |
| 7                                                 | 29/30 août 1998                                   | Marquette-Lez-Lille                               | Alain Prual                                       | 253,912 km                                        | Marie Mayeras-Bertrand                            | 226,457 km                                        |
| 8                                                 | 10/11 juillet 1999                                | Gravigny                                          | Alain Prual                                       | 268,859 km                                        | Joëlle Semur                                      | 218,529 km                                        |
| 9                                                 | 1er/2 juillet 2000                                | Gravigny                                          | Alain Prual                                       | 260,973 km                                        | Joëlle Semur                                      | 198,341 km                                        |
| 10                                                | 30 juin/1er juillet 2001                          | Fleurbaix                                         | Alain Prual                                       | 248,339 km                                        | Véronique Jehanno                                 | 201,725 km                                        |
| 11                                                | 7/8 septembre 2002                                | Gravigny                                          | Alain Prual                                       | 264,796 km                                        | Véronique Jehanno                                 | 223,023 km                                        |
| 12                                                | 29/30 mai 2003                                    | Brive-la-Gaillarde                                | Alain Prual                                       | 251,046 km                                        | Joëlle Semur                                      | 198,505 km                                        |
| 13                                                | 20/21 mai 2004                                    | Brive-la-Gaillarde                                | Emmanuel Conraux                                  | 255,526 km                                        | Brigitte Bec                                      | 218,202 km                                        |
| 14                                                | 1er/2 avril 2005                                  | Gravigny                                          | Mohamed Magroun                                   | 247,274 km                                        | Brigitte Bec                                      | 223,942 km                                        |
| 15                                                | 1er/2 octobre 2005                                | Mulhouse                                          | Mohamed Magroun                                   | 255,070 km                                        | Véronique Jehanno                                 | 201,807 km                                        |
| 16                                                | 14/15 octobre 2006                                | Saint-Doulchard                                   | Mohamed Magroun                                   | 251,191 km                                        | Nathalie Firmin                                   | 220,599 km                                        |
| 17                                                | 7/8 avril 2007                                    | Montigny-en-Gohelle                               | Claude Hardel                                     | 253,765 km                                        | Karine Herry                                      | 222,657 km                                        |
| 18                                                | 1er/2 mai 2008                                    | Brive-la-Gaillarde                                | Fabien Hoblea                                     | 251,426 km                                        | Kora Boufflert                                    | 224,440 km                                        |
| 19                                                | 1er/2 mai 2009                                    | Séné                                              | Jacques Hinet                                     | 240,229 km                                        | Françoise Chollet                                 | 212,827 km                                        |
| 20                                                | 5/6 juin 2010                                     | Roche-la-Molière                                  | Denis Morel                                       | 235,440 km                                        | Cécile Nissen                                     | 218,130 km                                        |
| 21                                                | 24/25 avril 2011                                  | Séné                                              | Jean-Marc Bordus                                  | 259,496 km                                        | Laurence Suisse                                   | 204,046 km                                        |
| 22                                                | 6/7 octobre 2012                                  | Vierzon                                           | Christian Dilmi                                   | 251,411 km                                        | Christine Tamnga                                  | 213,005 km                                        |
| 23                                                | 5/6 octobre 2013                                  | Grenoble                                          | Lionel Ozanne                                     | 255,872 km                                        | Christine Tamnga                                  | 220,722 km                                        |
| 24                                                | 5/6 avril 2014                                    | Portet-sur-Garonne                                | Christian Dilmi                                   | 250,466 km                                        | Sandrine Gard                                     | 218,473 km                                        |
| 25,                                               | 6/7 juin 2015                                     | Albi                                              | Guillaume Laroche                                 | 244,336 km                                        | Valérie Vallon                                    | 189,910 km                                        |
| 26                                                | 5/6 juin 2016                                     | Brive-la-Gaillarde                                | Patrick Ruiz                                      | 238,234 km                                        | Anne-Marie Vernet                                 | 222,419 km                                        |
| 27                                                | 7/8 octobre 2017                                  | Vierzon                                           | Thierry Gardent                                   | 248,747 km                                        | Cécile Demarquet                                  | 206,112 km                                        |
| 28                                                | 20/21 octobre 2018                                | Albi                                              | Erik Clavery                                      | 254,264 km                                        | Stéphanie Gicquel                                 | 215,384 km                                        |
| 29                                                | 30/31 mai 2019                                    | Brive-la-Gaillarde                                | Patrick Ruiz                                      | 250,300 km                                        | Corinne Gruffaz                                   | 223,629 km                                        |
| 30                                                | 10/11 octobre 2020                                | Vierzon                                           | Valentin Costa                                    | 248,505 km                                        | Corinne Gruffaz                                   | 232,246 km                                        |
| 31                                                | 23/24 octobre 2021                                | Albi                                              | Fabien Carpentier                                 | 247,663 km                                        | Corinne Gruffaz                                   | 221,552 km                                        |
| 32                                                | 26/27 mai 2022                                    | Brive-la-Gaillarde                                | Thomas Lepers                                     | 251,480 km                                        | Stéphanie Gicquel                                 | 240,028 km                                        |
| 33                                                | 27/28 mai 2023                                    | Albi                                              | Freddy Prigent                                    | 250,433 km                                        | Nathalie Schmitt                                  | 228,096 km                                        |

#### Athlètes les plus titrés
Comptage réalisé à partir du tableau précédent entre 1992 et 2022 :
- 6. Alain Prual
- 4. Marie Mayeras-Bertrand (dont 2 titres sous son nom de jeune fille)
- 3. Pascale Mahé
- 3. Jean-Pierre Guyomarc'h
- 3. Joëlle Semur
- 3. Véronique Jehanno
- 3. Mohamed Magroun
- 3. Corinne Gruffaz
- 2. Marcel Foucat
- 2. Brigitte Bec
- 2. Christine Tamnga
- 2. Christian Dilmi
- 2. Patrick Ruiz
- 2. Stéphanie Gicquel

### Championnats de Belgique - Belgische Kampioenschappen
| Palmarès des championnats de Belgique hommes individuel des 24 heures | Palmarès des championnats de Belgique hommes individuel des 24 heures | Palmarès des championnats de Belgique hommes individuel des 24 heures | Palmarès des championnats de Belgique hommes individuel des 24 heures | Palmarès des championnats de Belgique hommes individuel des 24 heures | Palmarès des championnats de Belgique hommes individuel des 24 heures |
| Édition                                                               | Date                                                                  | Lieu                                                                  | Champion - Médaille d'Or                                              | Médaille d'Argent                                                     | Médaille de Bronze                                                    |
| --------------------------------------------------------------------- | --------------------------------------------------------------------- | --------------------------------------------------------------------- | --------------------------------------------------------------------- | --------------------------------------------------------------------- | --------------------------------------------------------------------- |
| 1                                                                     | 29/30 septembre 2007                                                  | Mortsel                                                               | Pieter Vermeesch (226,120 km)                                         | Chris Dooghe (210,130 km)                                             | Alfons Vekemans (207,630 km)                                          |
| 2                                                                     | 17/18 octobre 2008                                                    | Schaerbeek                                                            | Patrick Leysen (230,829 km)                                           | Johan Bogaert (218,379 km)                                            | Léo Pardeans (216,435 km)                                             |
| 3                                                                     | 12/13 septembre 2009                                                  | Liège                                                                 | Chris Dooghe (205,180 km)                                             | Alfons Vekemans (199,470 km)                                          | Andre Lindekens (199,070 km)                                          |
| 4                                                                     | 14/15 mai 2011                                                        | Steenbergen (NED)                                                     | Geert Stynen (248,297 km)                                             | Patrick Leysen (228,472 km)                                           | Ludo Depoortere (212,603 km)                                          |
| 5                                                                     | 12/13 mai 2012                                                        | Steenbergen (NED)                                                     | Geert Stynen (252,498 km)                                             | Peter Palmans (221,411 km)                                            | Johan Bogaert (216,366 km)                                            |
| 6                                                                     | 19/20 octobre 2013                                                    | Nivelles                                                              | Patrick Leysen (221,114 km)                                           | Chris Dooghe (206,485 km)                                             | Ludo Depoortere (201,316 km)                                          |
| 7                                                                     | 28/29 juin 2014                                                       | Maasmechelen                                                          | Patrick Leysen (212,101 km)                                           | Chris Dooghe (198,045 km)                                             | Ludo Depoortere (191,851 km)                                          |
| 8                                                                     | 9/10 mai 2015                                                         | Steenbergen (NED)                                                     | Geert Stynen (242,951 km)                                             | Didier Bauduin (180,713 km)                                           | Ludo Depoortere (180,567 km)                                          |
| 9                                                                     | 16/17 juillet 2016                                                    | Aalter                                                                | Chris Dooghe (218,209 km)                                             | Jan Spitael (200,045 km)                                              | Wouter Van Rie (176,554 km)                                           |
| 10                                                                    | 14/15 juillet 2018                                                    | Aalter                                                                | Chris Dooghe (223,601 km)                                             | Hugo Derycke (200,039 km)                                             | Luc De Jaeger-Braet (196,869 km)                                      |
| 11                                                                    | 22/23 février 2020                                                    | Aalter                                                                | Chris Dooghe (213,347 km)                                             | Roels Werner (209,902 km)                                             | Joos Pauwel (196,152 km)                                              |

#### Athlètes les plus titrés
Comptage réalisé à partir du tableau précédent entre 2007 et 2020 :
- 4. Chris Dooghe
- 3. Geert Stynen
- 3. Patrick Leysen
- 1. Pieter Vermeesch

## Statut des concurrents
La plupart des participants des 24 heures sont des amateurs. Bien que peu médiatisée, la discipline accueille chaque année un nombre croissant de participants. En France, en 2022, plus 700 coureurs ont terminé une épreuve de 24 heures avec une marque supérieure à 60 kilomètres.